# Delma tealei
Delma tealei är en ödleart som beskrevs av Maryan, Aplin och Adams 2007. Delma tealei ingår i släktet Delma och familjen fenfotingar. Inga underarter finns listade i Catalogue of Life.
Arten förekommer i västra Australien. Honor lägger ägg.